# Katelan
Katelan is een bestuurslaag in het regentschap Sragen van de provincie Midden-Java, Indonesië. Katelan telt 5494 inwoners (volkstelling 2010).